# Temporada 1997-98 de los Miami Heat
La temporada 1997-98 fue la décima de los Miami Heat en la NBA. La temporada regular acabó con 55 victorias y 27 derrotas, ocupando el segundo puesto de la conferencia Este, clasificándose para los playoffs, en los que cayeron en primera ronda ante los New York Knicks.

## Elecciones en elDraft
| Ronda | Puesto | Jugador       | Posición | Nacionalidad   | Universidad |
| ----- | ------ | ------------- | -------- | -------------- | ----------- |
| 1     | 26     | Charles Smith | Escolta  | Estados Unidos | New Mexico  |
| 2     | 30     | Mark Sanford  | Alero    | Estados Unidos | Washington  |

## Temporada regular
| División Atlántico | División Atlántico | División Atlántico | División Atlántico | División Atlántico | División Atlántico | División Atlántico | División Atlántico | División Atlántico |
| Equipo             | G                  | P                  | %                  | PD                 | Casa               | Fuera              | Div                |                    |
| ------------------ | ------------------ | ------------------ | ------------------ | ------------------ | ------------------ | ------------------ | ------------------ | ------------------ |
| y-Miami Heat       | 55                 | 27                 | .671               | –                  | 30-11              | 25–16              | 18–6               |                    |
| x-New York Knicks  | 43                 | 39                 | .524               | 12                 | 28–13              | 15–26              | 13–11              |                    |
| x-New Jersey Nets  | 43                 | 39                 | .524               | 12                 | 26–15              | 17–24              | 12–12              |                    |
| Washington Wizards | 42                 | 40                 | .512               | 13                 | 24–17              | 18–23              | 12–13              |                    |
| Orlando Magic      | 41                 | 41                 | .500               | 14                 | 24–17              | 17–24              | 11–13              |                    |
| Boston Celtics     | 36                 | 46                 | .439               | 19                 | 24–17              | 12–29              | 12–12              |                    |
| Philadelphia 76ers | 31                 | 51                 | .378               | 24                 | 19–22              | 12–29              | 7–17               |                    |

## Playoffs

### Primera ronda
Miami Heat  vs. New York Knicks
| Fecha       | Partido                             | Ciudad     |
| ----------- | ----------------------------------- | ---------- |
| 24 de abril | Miami Heat 94, New York Knicks 79   | Miami      |
| 26 de abril | Miami Heat 86, New York Knicks 96   | Miami      |
| 28 de abril | New York Knicks 85, Miami Heat 91   | Nueva York |
| 30 de abril | New York Knicks 90, Miami 85        | Nueva York |
| 3 de mayo   | Miami Heat 81, New York Knicks 98   | Miami      |
|             | New York Knicks gana las series 3-2 |            |

## Estadísticas

### Temporada regular
| Rk | Jugador         | Edad | Pos. | P  | PT | MP   | TC  | TCI  | %TC  | T3  | T3I | %T3  | TL  | TLI | %TL   | RO  | RD  | RT  | AS  | RB  | TAP | BP  | FP  | PTS  |
| -- | --------------- | ---- | ---- | -- | -- | ---- | --- | ---- | ---- | --- | --- | ---- | --- | --- | ----- | --- | --- | --- | --- | --- | --- | --- | --- | ---- |
| 1  | Tim Hardaway    | 31   | PG   | 81 | 81 | 37.4 | 6.9 | 16.0 | .431 | 1.9 | 5.5 | .351 | 3.2 | 4.1 | .781  | 0.6 | 3.1 | 3.7 | 8.3 | 1.7 | 0.2 | 2.8 | 2.5 | 18.9 |
| 2  | Jamal Mashburn  | 25   | SF   | 48 | 48 | 36.0 | 5.2 | 12.0 | .435 | 0.8 | 2.5 | .303 | 3.8 | 4.8 | .797  | 1.5 | 3.4 | 4.9 | 2.8 | 0.9 | 0.3 | 2.3 | 2.9 | 15.1 |
| 3  | Alonzo Mourning | 27   | C    | 58 | 56 | 33.4 | 6.9 | 12.6 | .551 | 0.0 | 0.0 |      | 5.3 | 8.0 | .665  | 3.3 | 6.3 | 9.6 | 0.9 | 0.7 | 2.2 | 3.1 | 3.6 | 19.2 |
| 4  | Voshon Lenard   | 24   | SG   | 81 | 81 | 32.4 | 4.5 | 10.5 | .425 | 1.9 | 4.7 | .405 | 1.7 | 2.2 | .788  | 0.9 | 2.7 | 3.6 | 2.2 | 0.7 | 0.2 | 1.2 | 2.7 | 12.6 |
| 5  | P.J. Brown      | 28   | PF   | 74 | 74 | 31.9 | 3.8 | 8.0  | .471 | 0.0 | 0.0 |      | 2.0 | 2.7 | .766  | 3.2 | 5.4 | 8.6 | 1.4 | 0.9 | 1.3 | 1.3 | 3.6 | 9.6  |
| 6  | Dan Majerle     | 32   | SG   | 72 | 22 | 26.8 | 2.6 | 6.1  | .419 | 1.5 | 4.1 | .376 | 0.6 | 0.7 | .784  | 0.7 | 3.1 | 3.7 | 2.2 | 0.9 | 0.2 | 0.9 | 1.9 | 7.2  |
| 7  | Isaac Austin    | 28   | C    | 52 | 25 | 26.4 | 4.8 | 10.2 | .474 | 0.0 | 0.1 | .000 | 3.0 | 4.4 | .680  | 2.3 | 4.1 | 6.3 | 1.7 | 0.8 | 0.7 | 2.3 | 3.1 | 12.7 |
| 8  | Eric Murdock    | 29   | PG   | 82 | 1  | 17.0 | 2.2 | 5.1  | .422 | 0.3 | 1.1 | .308 | 1.5 | 1.9 | .801  | 0.5 | 1.4 | 1.9 | 2.7 | 1.3 | 0.2 | 1.3 | 2.1 | 6.2  |
| 9  | Mark Strickland | 27   | PF   | 51 | 8  | 16.6 | 2.8 | 5.3  | .539 | 0.0 | 0.0 | .000 | 1.2 | 1.6 | .720  | 1.6 | 2.6 | 4.2 | 0.5 | 0.4 | 0.7 | 0.9 | 1.7 | 6.8  |
| 10 | Terry Mills     | 30   | PF   | 50 | 0  | 15.6 | 1.6 | 4.1  | .393 | 0.5 | 1.6 | .309 | 0.5 | 0.7 | .758  | 0.7 | 2.4 | 3.0 | 0.8 | 0.4 | 0.2 | 0.9 | 2.6 | 4.2  |
| 11 | Brent Barry     | 26   | SG   | 17 | 0  | 15.2 | 1.4 | 3.6  | .371 | 0.7 | 2.0 | .353 | 0.7 | 0.7 | 1.000 | 0.1 | 1.5 | 1.6 | 1.2 | 0.8 | 0.2 | 0.5 | 1.8 | 4.1  |
| 12 | Keith Askins    | 30   | SF   | 46 | 12 | 14.8 | 0.8 | 2.7  | .320 | 0.5 | 1.6 | .284 | 0.3 | 0.4 | .632  | 0.6 | 1.6 | 2.2 | 0.6 | 0.6 | 0.3 | 0.6 | 2.3 | 2.4  |
| 13 | Todd Day        | 28   | SG   | 5  | 0  | 13.8 | 2.2 | 6.2  | .355 | 0.4 | 2.4 | .167 | 1.2 | 1.8 | .667  | 0.8 | 0.4 | 1.2 | 1.4 | 1.4 | 0.0 | 0.6 | 2.0 | 6.0  |
| 14 | Marty Conlon    | 30   | C    | 18 | 0  | 11.6 | 1.6 | 3.4  | .452 | 0.0 | 0.0 |      | 1.8 | 2.4 | .727  | 0.9 | 1.7 | 2.6 | 0.7 | 0.5 | 0.3 | 0.6 | 1.5 | 4.9  |
| 15 | Duane Causwell  | 29   | C    | 37 | 2  | 9.8  | 1.0 | 2.4  | .416 | 0.0 | 0.0 |      | 0.4 | 0.7 | .577  | 0.8 | 1.9 | 2.7 | 0.1 | 0.2 | 0.7 | 0.5 | 2.0 | 2.4  |
| 16 | Rex Walters     | 27   | SG   | 19 | 0  | 5.7  | 0.7 | 1.3  | .542 | 0.2 | 0.4 | .375 | 0.5 | 0.6 | .818  | 0.1 | 0.7 | 0.8 | 0.7 | 0.2 | 0.1 | 0.5 | 0.6 | 2.0  |
| 17 | Antonio Lang    | 25   | SF   | 6  | 0  | 4.8  | 0.5 | 0.8  | .600 | 0.0 | 0.0 |      | 1.0 | 1.3 | .750  | 0.3 | 0.5 | 0.8 | 0.2 | 0.3 | 0.0 | 0.7 | 0.5 | 2.0  |
| 18 | Charles Smith   | 22   | SG   | 11 | 0  | 2.9  | 0.4 | 1.6  | .222 | 0.1 | 0.3 | .333 | 0.1 | 0.2 | .500  | 0.5 | 0.3 | 0.7 | 0.2 | 0.2 | 0.1 | 0.5 | 0.3 | 0.9  |

### Playoffs
| Rk | Jugador         | Edad | Pos. | P | PT | MP   | TC  | TCI  | %TC  | T3  | T3I | %T3  | TL  | TLI | %TL  | RO  | RD  | RT  | AS  | RB  | TAP | BP  | FP  | PTS  |
| -- | --------------- | ---- | ---- | - | -- | ---- | --- | ---- | ---- | --- | --- | ---- | --- | --- | ---- | --- | --- | --- | --- | --- | --- | --- | --- | ---- |
| 1  | Tim Hardaway    | 31   | PG   | 5 | 5  | 44.4 | 8.4 | 18.8 | .447 | 3.4 | 7.8 | .436 | 5.8 | 7.4 | .784 | 0.6 | 2.8 | 3.4 | 6.6 | 1.2 | 0.0 | 3.6 | 1.8 | 26.0 |
| 2  | P.J. Brown      | 28   | PF   | 5 | 5  | 38.0 | 3.8 | 7.4  | .514 | 0.0 | 0.0 |      | 1.6 | 4.4 | .364 | 3.0 | 5.8 | 8.8 | 0.8 | 1.4 | 0.6 | 1.2 | 4.4 | 9.2  |
| 3  | Voshon Lenard   | 24   | SG   | 5 | 5  | 37.2 | 4.8 | 10.4 | .462 | 1.8 | 5.2 | .346 | 3.0 | 4.0 | .750 | 0.2 | 3.6 | 3.8 | 1.4 | 0.2 | 0.4 | 2.2 | 4.0 | 14.4 |
| 4  | Alonzo Mourning | 27   | C    | 4 | 4  | 34.5 | 7.3 | 14.0 | .518 | 0.0 | 0.0 |      | 4.8 | 7.3 | .655 | 2.5 | 6.0 | 8.5 | 1.3 | 0.8 | 2.5 | 2.0 | 4.5 | 19.3 |
| 5  | Dan Majerle     | 32   | SG   | 2 | 2  | 31.0 | 1.5 | 4.0  | .375 | 1.0 | 3.0 | .333 | 0.5 | 1.0 | .500 | 0.5 | 2.0 | 2.5 | 2.5 | 2.0 | 0.5 | 0.5 | 1.5 | 4.5  |
| 6  | Jamal Mashburn  | 25   | SF   | 5 | 3  | 25.8 | 2.4 | 9.0  | .267 | 0.8 | 2.2 | .364 | 0.6 | 0.8 | .750 | 0.8 | 3.6 | 4.4 | 1.8 | 0.6 | 0.2 | 1.8 | 4.2 | 6.2  |
| 7  | Eric Murdock    | 29   | PG   | 5 | 0  | 25.0 | 2.2 | 6.4  | .344 | 0.4 | 1.8 | .222 | 4.6 | 5.6 | .821 | 0.6 | 3.4 | 4.0 | 3.0 | 1.4 | 0.0 | 0.8 | 2.2 | 9.4  |
| 8  | Marty Conlon    | 30   | C    | 3 | 0  | 15.3 | 1.0 | 2.3  | .429 | 0.0 | 0.0 |      | 0.3 | 0.7 | .500 | 0.3 | 1.0 | 1.3 | 1.0 | 0.3 | 0.3 | 2.0 | 2.3 | 2.3  |
| 9  | Keith Askins    | 30   | SF   | 4 | 0  | 14.5 | 0.5 | 1.8  | .286 | 0.3 | 1.3 | .200 | 0.0 | 0.0 |      | 0.3 | 1.5 | 1.8 | 0.3 | 0.5 | 0.0 | 0.3 | 2.3 | 1.3  |
| 10 | Mark Strickland | 27   | PF   | 3 | 0  | 9.3  | 1.3 | 1.7  | .800 | 0.0 | 0.0 |      | 0.3 | 0.7 | .500 | 0.7 | 1.7 | 2.3 | 0.0 | 0.0 | 0.3 | 0.0 | 1.3 | 3.0  |
| 11 | Terry Mills     | 30   | PF   | 2 | 0  | 5.5  | 0.5 | 2.5  | .200 | 0.5 | 2.0 | .250 | 0.5 | 1.0 | .500 | 0.0 | 1.5 | 1.5 | 0.0 | 0.0 | 0.0 | 0.0 | 1.5 | 2.0  |
| 12 | Duane Causwell  | 29   | C    | 1 | 1  | 5.0  | 0.0 | 0.0  |      | 0.0 | 0.0 |      | 0.0 | 0.0 |      | 0.0 | 2.0 | 2.0 | 0.0 | 0.0 | 0.0 | 1.0 | 0.0 | 0.0  |

## Galardones y récords
| Jugador      | Galardón                              |
| Tim Hardaway | 2.º Mejor quinteto de la NBA All-Star |